# Högskäret, Närpes
Högskäret är en ö i Finland. Den ligger i Bottenhavet och i kommunen Närpes i den ekonomiska regionen  Sydösterbotten i landskapet Österbotten, i den västra delen av landet. Ön ligger omkring 83 kilometer söder om Vasa och omkring 310 kilometer nordväst om Helsingfors.
Öns area är 21,4 hektar och dess största längd är 1,2 kilometer i nord-sydlig riktning. Ön höjer sig omkring 10 meter över havsytan. I omgivningarna runt Högskäret växer i huvudsak blandskog.